# کوهستان‌های سانتا کروز
کوهستان‌های سانتا کروز بخشی از رشته کوه‌های کرانه اقیانوس آرام رشته‌کوه‌هایی در مرکز کالیفرنیا، آمریکا می‌باشند. آنها سلسله‌ای از کوه‌ها را در طول شبه‌جزیره سانفرانسیسکو، جنوب سانفرانسیسکو تشکیل داده‌اند و اقیانوس آرام را از خلیج سانفرانسیسکو و دره سانتا کلارا جدا کرده‌اند و به سمت جنوب ادامه می‌یابد و با خلیج مونتری هم مرز می‌شود و در دره سالیناس پایان می‌یابد. این سلسله کوه‌ها از سانفرانسیسکو، سن ماتئو، سانتا کلارا، سانتا کروز، سن بنیتو و منطقهٔ مونتری عبور کرده و در انتها در شمالی با سانفرانسیسکو و در جنوب با سالیناس خاتمه می‌یابد.